# 馬渡 (熊本市)
- 日本 > 熊本県 > 熊本市 > 南区 (熊本市) > 馬渡 (熊本市)

馬渡（まわたり）は、熊本県熊本市南区の地名である。現行行政地名は馬渡一丁目・馬渡二丁目、郵便番号は860-0968。

## 地理
- 熊本市中南部のJR豊肥線平成駅と流通団地の中間にあり、平成大通りの東側に位置する。

### 河川
- 天明新川

## 歴史
- 1980年（昭和55年) - 田迎町の「馬渡」地区を含めた十禅寺町・世安町・本山町・本荘町の一部（現・平成地区）や平田町の一部（現・江越地区）共に「熊本市南部土地改良組合」（第1期）として造成。
- 1990年（平成2年） - 第1期地区の造成完了とともに熊本市馬渡として新しい街となる。
- 2013年（平成25年）4月 -  熊本市立田迎小学校から分離する新設校熊本市立田迎西小学校が開校。

## 交通

### 鉄道
- JR九州豊肥本線平成駅

## 施設

### 公共施設
- 熊本市立田迎西小学校

### 公園
- 平成中央公園

### 会社・商業施設
- 住友林業熊本支店
- 文化シヤッター中九州支店熊本営業所
- 伊藤ハムミート販売西熊本支店
- ダイキン工業熊本サービスステーション
- ダイキン空調九州熊本支店
- サイクルベースあさひくまなん店
- ゼンリン九州支社熊本支店
- ミサワホーム九州熊本支店
- ヨコハマタイヤジャパン熊本カンパニー熊本南営業所
- シアーズホーム本社
- The Style of EXCELLENT